# Alphonse Gabriel d'Aboville
Pour les autres membres de la famille, voir Famille d'Aboville.
Alphonse Gabriel, 3e comte d'Aboville et de l’Empire, né le 28 juin 1818 à Paris et mort le 8 avril 1898 au château de Rouville, à Malesherbes dans le Loiret, est un homme politique français du XIXe siècle.

## Biographie
Alphonse Gabriel d'Aboville était le fils aîné d'Augustin Gabriel d'Aboville, et le petit-fils, par sa mère, du comte Drouin de Rocheplatte, qui fut maire d'Orléans et député du Loiret sous la Restauration.
Il était encore en bas âge à la mort de son père (15 août 1820), ne lui succéda que le 20 juillet 1844 dans ses « titres héréditaires ».
Pair de France depuis cette date jusqu'à la révolution de Février 1848, « il fit constamment partie des majorités ministérielles sans les soutenir autrement que par ses votes ». Il avait été nommé, la même année 1848, maître des requêtes au conseil d'État
À partir de 1863, il avait, avec son frère Ernest, fait restaurer, dans un style néo-Renaissance, le château de Rouville (XVe siècle, à Malesherbes (Loiret)) par l'architecte Auguste-Joseph Magne.  Ce château fait l’objet d’un classement au titre des monuments historiques depuis 2001.
Non marié, Alphonse Gabriel d'Aboville habitait « ordinairement » au château de Brouay, près de Bretteville-l'Orgueilleuse qu'il avait hérité de son oncle Augustin Marie, baron d'Aboville (1776-1843).

## Armoiries
| Figure | Blasonnement |
|        | Armes du 3e comte d'Aboville De sinople, au château d'argent, ouvert, ajouré et maçonné de sable, flanqué de deux tours couvertes de toits pointus et girouettées du second. |